# Die liebestollen Lederhosen
Die liebestollen Lederhosen ist ein 1981 gedrehter deutscher Erotikfilm von Ernst W. Kalinke. Er wurde im Februar 1982 veröffentlicht.

## Handlung
Franz Mooshuber, Bürgermeister einer bayerischen Kleinstadt, wird vom Bürgermeister von Cannes zur Teilnahme am jährlichen Fischerstechen-Wettbewerb eingeladen. Wenn er und seine zwei Freunde zurückkehren, tun sie es nicht nur mit der Trophäe, sondern auch mit einem Bus voller sexy Mädchen und ehrgeizigen Plänen, ihre Stadt zu einem wilden Urlaubsort zu machen.

## Kritik
„Ein bayrischer Bürgermeister wird zum Fischstechen nach Cannes eingeladen und kehrt in Begleitung mehrerer Damen zurück, die sein Dorf in erotische Verwirrung stürzen. Überwiegend albern-peinliche Sexkomödie.“